# Sexionggong
Sexionggong (kinesiska: 色雄贡, 色雄贡乡, 公日公社) är en socken i Kina. Den ligger i den autonoma regionen Tibet, i den sydvästra delen av landet, omkring 460 kilometer nordost om regionhuvudstaden Lhasa.
Genomsnittlig årsnederbörd är 787 millimeter. Den regnigaste månaden är juni, med i genomsnitt 178 mm nederbörd, och den torraste är november, med 4 mm nederbörd.